# چار سونارپور
چار سونارپور (به لاتین: Char Sonarpur) یک روستا در بنگلادش است که در استان باریسال و در ناحیه باریسال واقع شده است.